# Piotr Baranow
Piotr Ionowicz Baranow (ros. Пётр Ионович Баранов, ur. 10 września?/22 września 1892 w Petersburgu, zm. 5 września 1933) – radziecki dowódca wojskowy, polityk.

## Życiorys
Urodzony w rodzinie robotniczej. Od 1912 członek SDPRR(b), 1915–1916 służył w rosyjskiej armii, 1916 za prowadzenie agitacji rewolucyjnej wśród żołnierzy aresztowany i skazany na 8 lat katorgi. Amnestionowany po rewolucji lutowej, we wrześniu 1917 był przewodniczącym Frontowego Oddziału Centralnego Komitetu Wykonawczego (CIK) Frontu Rumuńskiego, Floty Czarnomorskiej i obwodu odeskiego, od października 1917 członek Komitetu SDPRR(b) 8 Armii, przewodniczący Komitetu Rewolucyjnego 8 Armii. Od 1918 żołnierz Armii Czerwonej, dowódca 4 Armii Donieckiej, szef Sztabu Głównodowodzącego Siłami Zbrojnymi Południowych Republik, komisarz Sztabu 4 Armii i pomocnik szefa Wydziału Politycznego 4 Armii. Od 7 kwietnia do 6 maja 1919 członek Rady Wojskowo-Rewolucyjnej 8 Armii Frontu Południowego, potem członek Rady Wojskowo-Rewolucyjnej Południowej Grupy Frontu Wschodniego, od 15 sierpnia 1919 do 16 października 1920 szef Rady Wojskowo-Rewolucyjnej Frontu Turkiestańskiego, od 16 października 1919 do 27 września 1920 członek Rady Wojskowo-Rewolucyjnej Frontu Turkiestańskiego. Od 31 października do 31 grudnia 1920 członek Rady Wojskowo-Rewolucyjnej 14 Armii Frontu Południowo-Zachodniego, 1921 szef Wydziału Politycznego Sił Zbrojnych Ukrainy i Krymu, w marcu 1921 brał udział w likwidacji powstania w Kronsztadzie, od 18 maja 1921 do 7 kwietnia 1922 członek Rady Wojskowo-Rewolucyjnej Frontu Turkiestańskiego, 1921-1922 członek Turkiestańskiego Biura KC RKP(b), dowódca wojsk obwodu fergańskiego. W 1923 naczelnik i komisarz wojskowy Broniesił Armii Czerwonej, od sierpnia 1923 do 10 grudnia 1924 zastępca naczelnika Sił Wojskowo-Powietrznych Armii Czerwonej, od 31 maja 1924 do 18 grudnia 1925 członek Centralnej Komisji Kontrolnej RKP(b), od 10 grudnia 1924 do 28 sierpnia 1931 naczelnik Sił Wojskowo-Powietrznych Armii Czerwonej. Od 21 marca 1925 do 28 czerwca 1931 członek Rewolucyjnej Rady Wojskowej ZSRR, od 19 grudnia 1927 do śmierci zastępca członka KC WKP(b), od stycznia 1932 do śmierci szef Głównego Zarządu Przemysłu Lotniczego Ludowego Komisariatu Przemysłu Ciężkiego ZSRR i zastępca ludowego komisarza przemysłu ciężkiego ZSRR. Odznaczony Orderem Lenina (17 sierpnia 1933) i Orderem Czerwonego Sztandaru. Zginął w katastrofie lotniczej. Pochowany na Cmentarzu przy Murze Kremlowskim.